# Бруар, Этьен
Этьен Бруар (фр. Étienne Brouard; 1763—1833) — французский военный деятель, генерал-лейтенант (1831 год), барон (1808 год), участник революционных и наполеоновских войн.

## Биография
Родился в семье торговца и судьи Анри Франсуа Бруара, господина Гранмона (фр. Henri François Brouard, sieur de Grandmont) и его супруги Луизы Мульен (фр. Louise Moulien). Получил юридическое образование и имел адвокатскую практику в своём родном городе.
Отказался от карьеры адвоката и 15 ноября 1791 года начал военную службу. Был избран сослуживцами капитаном 2-го батальона волонтёров Кальвадоса. Участвовал в кампаниях 1792-93 годов в рядах Северной армии. 20 апреля 1793 года прикомандирован генералом Дампьером к Генеральному штабу и 29 августа 1793 года награждён чином командира батальона. Открыто выступая против политики Террора, он был арестован и брошен в застенки, где оставался более 6 месяцев. Сохранением своей жизни он обязан только всей депутации Кальвадоса, которой удалось помешать ему предстать перед революционным трибуналом. Во время его ареста Комитет общественной безопасности только что прислал ему патент бригадного генерала, который он не получил. Вышел на свободу только после государственного переворота 27 июля 1794 года.
13 июня 1795 года произведён в полковники штаба. Служил при штабе Армии Шербура в Вандее. В 1796 году переведён в Итальянскую армию Бонапарта. Был назначен председателем военного совета Ломбардии, который судил и оправдал адвоката из Милана, обвинённого в шпионаже в пользу венецианцев. Бруар немедленно освободил его, хотя главнокомандующий уже приказал организовать команду, которая должна была расстрелять этого обвиняемого. Твёрдость принципов справедливости, которую полковник Бруар использует для поддержания приговора и освобождения обвиняемых, имеет полный успех и приносит ему похвалу генералов, находящихся в Милане, и наиболее знатных жителей этого города.
В 1798 году зачислен в состав Восточной армии. 15 мая 1798 года отплыл из Аяччо и 26 мая 1798 года присоединился к основным силам экспедиционного корпуса. Принимал участие в блокаде и взятии Мальты и 10 июня 1798 года назначен начальником штаба французского гарнизона генерала Вобуа. После почти полного уничтожения французского флота при Абукире мальтийцы по наущению англичан подняли общее восстание, вырезали большое количество французов, в частности гарнизон Сите-Вьей, захватили города Бурмола, Ла-Викторьез и Ла-Сангл, предварительно вырезав охранявшие их посты, и пригрозили постичь такую же участь всему французскому гарнизону Мальты. В этой опасной ситуации начальник штаба Бруар, получив карт-бланш от генерала Вобуа, становится во главе отряда 19-й полубригады и батальона 80-й пехотной полубригады, выступает против повстанцев и вытесняет их со всех захваченных ими позиций. Таким образом он спас гарнизон острова, серьезно скомпрометированный «виной и небрежностью» командира этого важного места. Именно по этому поводу он опубликовал мемуары, в которых продемонстрировал, что разбазаривание еды привело к дефициту, который был единственной причиной капитуляции Мальты, неприступной для оружия. Часто руководил во время блокады Мальты англичанами различными военными операциями; таким образом, во время вылазки, которой он командует, он ранен в голову пулей из ружья, которая разбила его нижнюю челюсть с правой стороны на три части. Во время своего пребывания на Мальте он воспользовался отходом корабля, идущего в Египет, чтобы отправить генералу Бонапарту просьбу присоединиться к его армии. Однако Бруар не смог доплыть из-за ангичан, которые перехватывали все сообщения с Мальтой. Последствия полученного им ранения и, более того, непонимание, в котором он жил с генералом Вобуа, побудили начальника штаба Бруара потребовать его возвращения во Францию. В феврале 1800 года был отправлен на родину с остальными ранеными на борту 84-пушечного линейного корабля «Le Guillaume Tell» капитана Сонье, флагмана контр-адмирала Декреса. 31 марта 1800 года «Le Guillaume Tell» был атакован в трёх милях к северо-востоку от Ла-Валетты британскими 80-пушечным линкором «Foudroyant», 64-пушечным линкором «Lion» и 36-пушечным фрегатом «Penelope. После ожесточённого 9-часового боя, в ходе которого французы потеряли до 200 человек убитыми и ранеными (получили ранения адмирал Декрес, капитан Сонье и сам Бруар, возглавивший артиллерийскую батарею), «Le Guillaume Tell» вынужден был спустить флаг (потери англичан составили 17 убитых и 110 раненых).
В 1803 году освобождён в процессе обмена военнопленными и возвратился во Францию, где прикомандирован к штабу Армии Берегов Океана. 7 июня 1803 года назначен комендантом острова Йе в составе 12-го военного округа. 1 февраля 1805 года произведён в бригадные генералы. 1 сентября 1805 года присоединился к Великой Армии и стал командиром бригады в 3-й пехотной дивизии Леграна 4-го корпуса. 23 октября 1805 года возглавил 2-ю бригаду пеших драгун. 14 декабря 1805 года стал командиром бригады в составе 1-й пехотной дивизии Каффарелли 3-го корпуса маршала Даву. Участвовал в Прусской кампании 1806 года, сражался при Ауэрштедте. 23 декабря 1806 года в сражении при Чарново ранен осколком в висок и лишил его правого глаза. На следующий день сдал командование бригадой и вернулся во Францию для лечения ран.
18 мая 1807 года возвратился к активной службе с назначением военным губернатором Эрфурта. 8 марта 1808 года назначен командующим департамента Нижняя Шаранта и острова Экс в 12-м военном округе. Когда англичане хотели с помощью своих брандеров поджечь французский флот, стоящий на якоре в гавани этого острова, генерал Бруар сумел отбить все их попытки. 1 июня 1809 году возглавил в Вюрцбурге 3-ю бригаду 1-й пехотной дивизии Риво 8-го корпуса генерала Жюно Армии Германии, но уже 6 июня того же года назначен командующим департамента Нижняя Луара. Во время «Ста дней» присоединился к Императору. С 11 мая по 1 августа 1815 года был членом Палаты представителей от округа Нанта. 19 мая 1815 года произведён в дивизионные генералы, но Людовик XVIII не утвердил его в этом звании. После второй Реставрации определён 1 августа 1815 года на половинное жалование. 31 декабря 1824 года был допущен к отставке. Королевским указом от 22 марта 1831 года он помещается в резерв. 19 ноября 1831 года утверждает его в чине генерал-лейтенанта. Повторно отправлен в отставку 1 мая 1832 года.
Умер 23 апреля 1833 года в Париже в возрасте 69 лет, и был похоронен на кладбище Монмартр.

## Воинские звания
- Капитан (15 ноября 1791 года);
- Командир батальона штаба (29 августа 1793 года);
- Полковник штаба (13 июня 1795 года);
- Бригадный генерал (1 февраля 1805 года);
- Генерал-лейтенант (19 ноября 1831 года).

## Титулы

Герб барона

- Барон Бруар и Империи (фр. baron Brouard et de l'Empire; декрет от 19 марта 1808 года, патент подтверждён 20 июля 1808 года в Байонне)[2][3].

## Награды
Легионер ордена Почётного легиона (5 февраля 1804 года)
 Офицер ордена Почётного легиона (14 июня 1804 года)
 Кавалер Военного ордена Святого Людовика (14 сентября 1814 года)